# Fonctionnalité en ligne de la PlayStation 2
La PlayStation 2 disposait de fonctionnalités pour le jeu en ligne et d'autres services liés à Internet. Les jeux compatibles en ligne nécessitaient un adaptateur réseau connecté au compartiment d’extension de la console (intégré dans les modèles dits "slim") ainsi qu’une connexion Internet, qui se reliait aux serveurs de Sony ou à ceux de tiers selon la région. Le dernier serveur officiel, celui de Final Fantasy XI, a été fermé en 2016 par Square Enix, mais des serveurs créés par des fans permettent à certains jeux de rester jouables en ligne.

## Aperçu
Contrairement au modèle de service unifié du Xbox Live, le jeu en ligne sur PS2 était géré par les éditeurs et hébergé sur des serveurs tiers. Les titres sortis plus tard nécessitaient une authentification via le système DNAS (Dynamic Network Authentication System) de Sony. Des serveurs DNS gérés par des fans permettent de contourner DNAS pour continuer à accéder aux jeux en ligne.
Le jeu en ligne était compatible avec les connexions RTC (modem 56k) pour certains modèles, ainsi qu’avec le haut débit. Certains jeux permettaient aussi le jeu en réseau local (LAN) via une connexion Ethernet entre consoles. Au Japon, Sony a également expérimenté les fonctions de type décodeur TV avec le service PlayStation Broadband Navigator.

## Services et durée de vie

### Japon
Les fonctionnalités en ligne ont démarré tôt au Japon avec des modems USB 56k. Le modem OnlineStation de Sun Corporation et le logiciel EnjoyMagic proposaient la navigation web et les e-mails. D'autres options incluaient EGBrowser, le modem PS2GATE de SquareSoft pour PlayOnline, et le modem NetFront d’Aiwa. Certains jeux PC portés, comme Age of Empires II, étaient jouables en ligne avec un modem USB et un clavier/souris.
L’adaptateur haut débit officiel est sorti au Japon le 19 juillet 2001, avec Final Fantasy X. En avril 2002, Sony a lancé le service PlayStation BB, incluant le logiciel Broadband Navigator pour télécharger des jeux, des médias, et utiliser la messagerie.

### Amérique du Nord
Les services en ligne ont officiellement commencé en Amérique du Nord le 27 août 2002. Les premiers titres en ligne étaient SOCOM: U.S. Navy SEALs, Twisted Metal: Black Online et Madden NFL 2003. Sony s’est associé avec AOL, RealNetworks, Macromedia et Cisco pour proposer divers services. L’adaptateur réseau initial, vendu 40 USD, incluait des ports Ethernet et RTC.

### Europe
Le déploiement européen a commencé avec des tests en début 2003 et la mise en place de Central Station, une plateforme unifiée de connexion et d’actualités,. Le service a été lancé dans toute l’Europe courant 2003,,.

## Fermeture
La plupart des serveurs ont été arrêtés dans les années 2010. SCEA a fermé ceux de SOCOM en 2012, et Final Fantasy XI fut le dernier jeu officiellement supporté, avec une fin de service le 31 mars 2016. DNAS a été désactivé peu après, rendant l’accès difficile aux serveurs non officiels.
Malgré cela, plusieurs serveurs de fans restent actifs, notamment grâce à des contournements DNAS ou pour les jeux ne nécessitant pas DNAS, comme Tribes: Aerial Assault ou Tony Hawk's Pro Skater 3.

## Adaptateur

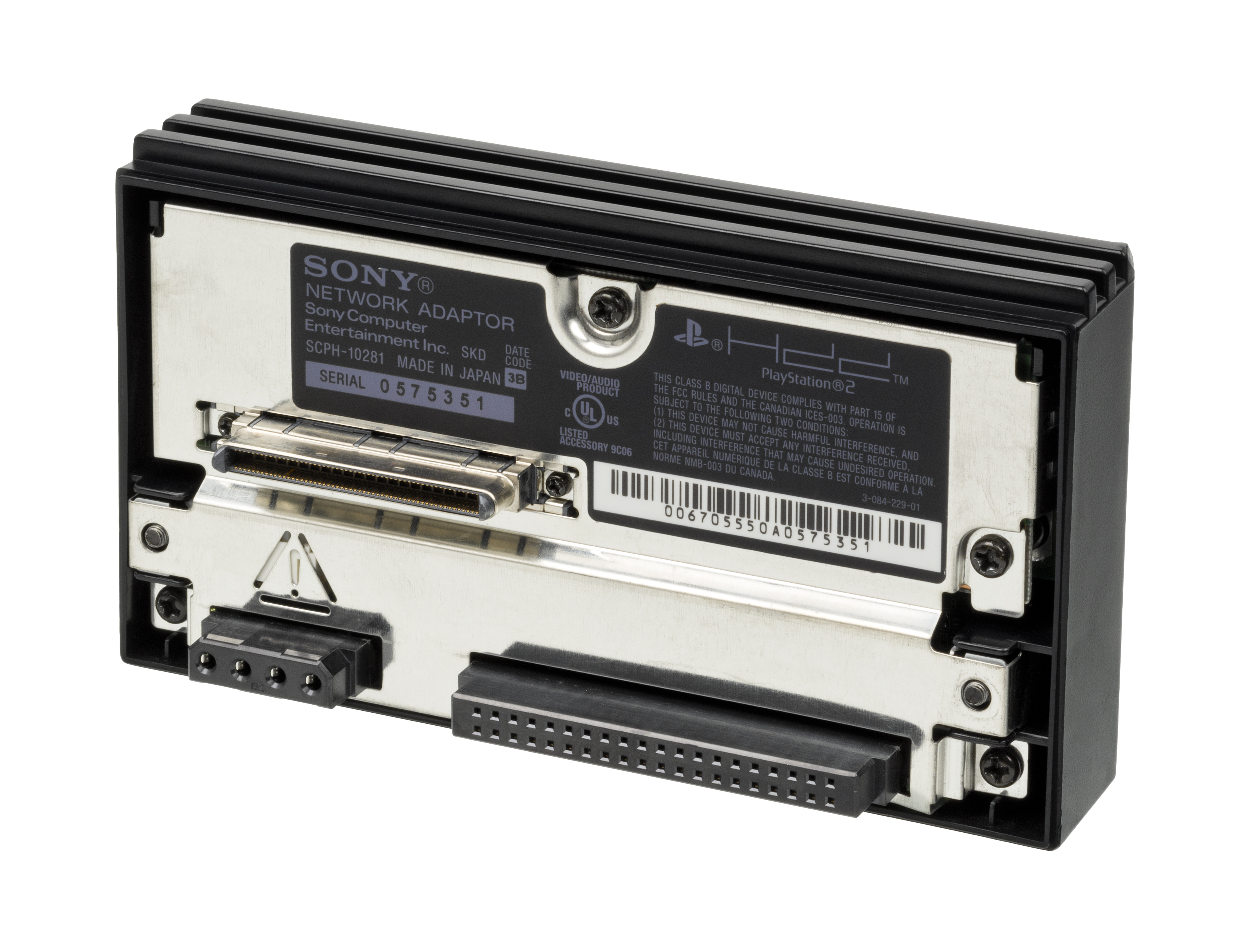
Adaptateur réseau (haut), inséré dans la console (bas)

Les premiers modèles nécessitaient un adaptateur réseau pour accéder aux services en ligne ou à un disque dur. Les modèles japonais de lancement (SCPH-10000–18000) utilisaient une carte PCMCIA. Les adaptateurs suivants se logeaient dans le compartiment d’extension (SCPH-3000x–500xx). Certains comprenaient aussi un port pour ligne téléphonique (RTC).
Les modèles slim (après SCPH-70000) intégraient un port Ethernet, rendant l’adaptateur inutile, mais supprimant la compatibilité disque dur.

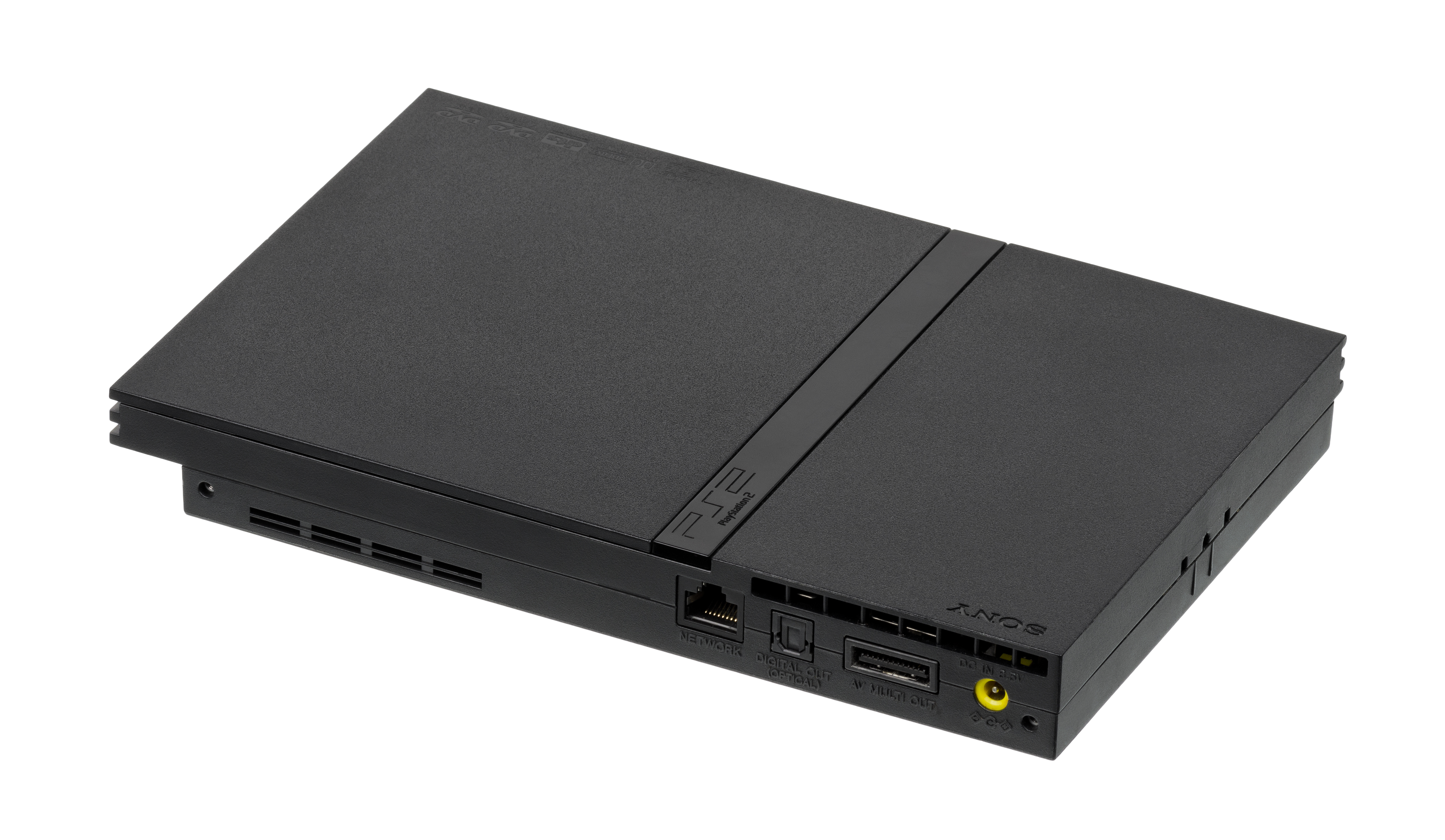
Modèle PS2 slim avec port réseau intégré

Les données de configuration réseau pouvaient être sauvegardées via le disque de démarrage réseau ou via des jeux compatibles. La dernière version de ce disque (v5.0) était incluse avec le modèle SCPH-90004.

## Jeux compatibles
Capcom vs. SNK 2 fut le premier jeu à proposer du jeu multiplateforme entre consoles. Final Fantasy XI étendit cela au PC, et SOCOM U.S. Navy SEALs permit l’un des premiers chats vocaux sur console.
Les éditions PAL affichaient la mention "WITH NETWORK PLAY" ou "WITH NET PLAY". En Amérique du Nord, une icône "Online" figurait sur les jaquettes ; les jeux sans support RTC étaient étiquetés "broadband only".

## Jeu en LAN simulé
Des logiciels comme XBSlink, SVDL ou XLink Kai permettent de simuler un jeu en LAN via Internet.